# Nijgh & Van Ditmar
A Nijgh & Van Ditmar é uma editora neerlandesa fundada em 1864, quando o editor Henricus Nijgh, que fundou sua empresa em 1º de janeiro de 1837, firmou uma parceria com Willem Nicolaas Josua, da Ditmar. Os primeiros anos das publicações apareceram abaixo de Nijgh, depois do qual o nome oficialmente se tornou Nijgh & Van Ditmar em 1870. A empresa tornou-se uma sociedade anónima em 1908.

## História
Como uma de suas muitas atividades, Hendrik Nijgh começou a publicar a revista estadual, comercial, de notícias e publicidade de Roterdã'
 em 1843, cujo título ele mudou para Nieuwe Rotterdamsche Courant em 1844. A Nijgh & Van Ditmar foi originalmente localizada em Roterdã, mas o prédio foi bombardeado em 14 de maio de 1940. O diretor Doeke Zijlstra foi morto a tiros por um atirador no mesmo dia. Sob a liderança do diretor remanescente J.Th. Piek fez o negócio de publicações passar de filiais em Haia e Voorburg.
Nijgh e Van Ditmar começaram a trabalhar com Leopold, também de Haia no início dos anos oitenta, após o qual se juntaram em 1985 nas mãos do Weekbladpers Groep (hoje em dia WPG Uitgevers). Dois anos depois, os editores se mudaram para Amsterdã.
Em 1997, Leopold se separou novamente de Nijgh & Van Ditmar como editora de livros juvenis. Que posteriormente se juntou a Querido em termos organizacionais, mas permaneceu editorialmente independente.
Em meados de 2014, a Nijgh & Van Ditmar tornou-se propriedade da Singel Publishers, em vez da WPG Uitgevers.

## Principais autores
Os principais autores da Nijgh & Van Ditmar incluiu os escritores Albert Helman, Erik Jan Harmen, JJ Slauerhoff, Simon Vestdijk, Kees van Beijnum, Ferdinand Bordewijk, Roddy Doyle, Rob van Erkelens, Herman Franke, Ronald Giphart, Arnon Grunberg, Ernest van der Kwast, Paul Mennes, Nescio, Lieke Noorman, Bart Chabot e Annejet van der Zijl dentre outros.